# Eien no 0
Az Eien no 0 (magyar címe nincs, az 永遠の0 alakban írt japán cím jelentése: örök vagy mindörökké Zero, ahol a Zero egy japán második világháborús vadászrepülőgép-típus neve) egy 2013-ban bemutatott japán filmdráma Jamazaki Takasi rendezésében. A film a japán vadászpilóták életét és halálát, többek között a kamikazék közé került emberek önfeláldozását bemutatva olyan komoly erkölcsi kérdéseket állít a középpontba, mint például hogy gyávaság-e a háborúban a mindenáron túlélni akarás, vagy hogy mit ér az önfeláldozás vagy a saját társak életének feláldozása.
A mű többet is elnyert a Japán Filmakadémia díjai közül, győzött például a legjobb film kategóriában is.

## Cselekmény
|  | Alább a cselekmény részletei következnek! |

A film két idősíkban játszódik. 2004-ben két testvér, Kentaró és Keiko nagyanyjuk temetésén megtudja, hogy valódi nagyapjuk nem az, akit eddig hittek, hanem egy Mijabe Kjúzó nevű vadászpilóta, aki 1945-ben kamikazeként halt meg. Elkezdenek nyomozni, hogy minél többet kiderítsenek róla, ezért felkeresik több, még élő egykori pilótatársát, akik mesélni kezdenek Mijabéről. A film nagy részét ezeknek a meséknek a bemutatása teszi ki.
Az első néhány öreg pilóta, akihez ellátogatnak, mind ugyanazt mondja: szerintük Mijabe rendkívül gyáva volt, mert annak ellenére, hogy ő volt az egyik legügyesebb pilóta, mégis minden harcban olyan magasra emelkedett, ahol nem fenyegette veszély, nem vett részt a küzdelmekben, és így mindig sérülés nélkül úszta meg a legvéresebb csatákat is, amikor társai hősiesen feláldozták magukat. Volt olyan öreg, aki egyenesen a császári haditengerészet szégyenének nevezte Mijabét. Unokái elszomorodnak, amikor ezeket hallják, ám a következő néhány idős harcostárs, akiket megtalálnak, már egész máshogy írja le nekik Mijabe személyiségét. Azt ők is elismerik, hogy menekült a csatákból, de kiemelik, hogy miért: mert az életet tartotta a legfontosabbnak, vissza akart térni családjához (feleségéhez és kislányához, akit még csak fényképen látott, mert azután született, hogy ő bevonult harcolni), és ezzel az élni akarással többeknek nagy lelkierőt adott. Olyan körülmények között tette mindezt, amikor elképzelhetetlen volt, hogy valaki egy háborúban olyan kijelentéseket tegyen, hogy félti az életét, ezért több társával is összetűzésekbe keveredett, voltak olyanok, akik meg is verték. Egyikük, Kageura annyira gyűlölte, hogy amikor egy csatában meglátta, hogy Mijabe ismét felemelkedik, hogy kihúzza magát a harcból, utánaeredt, és „virtuális harcot” vívott vele: ebben a „játékban” az győz, aki olyan helyzetbe tud kerülni, hogy a másiknak a repülője a saját célkeresztjébe kerül. Amikor Kageurának sikerült a célkeresztjébe hozni Mijabe gépét, elragadták az indulatok, és valóban rálőtt társára. Mijabének sikerült kitérnie, és egy hirtelen, ügyes mozdulattal Kageura gépe mögé került, és ha akarta volna, visszalőhetett volna, de nem tette.

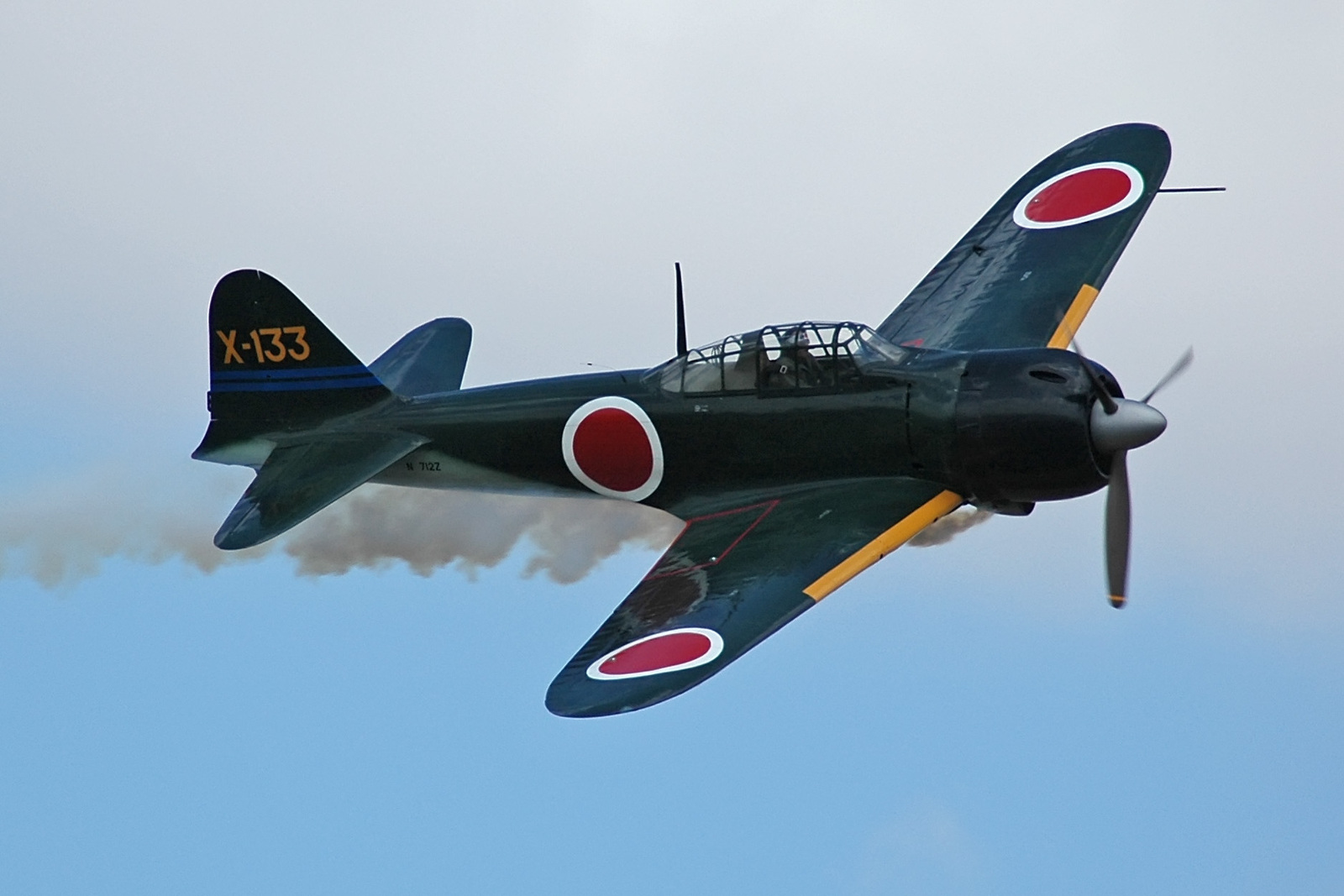
Zero típusú repülőgép

Amikor a két 21. századi testvér már ilyen sokat megtudott nagyapjukról, még a világszemléletük is megváltozott. Kentaró még a barátaival is összeveszett, mivel egyikük egyenlőségjelet tett a kamikazék és az öngyilkos terroristák között, holott Kentaró rávilágított, hogy míg a terroristák ártatlanokat robbantanak fel, addig a kamikazék ellenséges anyahajókat, vagyis tömegpusztító fegyvereket támadtak. Egy fontos kérdésre azonban nem tudtak rájönni a fiatalok: ha Mijabe ennyire élni akart, akkor végül miért jelentkezett önként a háború vége felé a különleges osztagba, azaz a kamikazék közé. Bár az okát még nem találták, de azt sikerült kideríteniük, hogy utolsó, öngyilkos bevetése előtt elcserélte saját repülőjét egyik társának régi, A6M Zero típusú gépével, többen azt gondolták, azért, mert ez a típus már annyira a szívéhez nőtt a Pearl Harbor elleni japán támadás óta. A társ gépe azonban útközben elromlott, ezért kényszerleszállást hajtott végre, aminek köszönhetően túlélte az egész háborút, így valószínű, hogy ha nem cserélnek, akkor Mijabe élte volna túl. Kentaró megdöbben, amikor megtudja, ki volt ez a társ, akivel nagyapja repülőt cserélt: Óisi Kenicsiró, vagyis az a személy, akit egész eddig nagyapjának hitt. Amikor a nyomozás eljut eddig a pontig, megszólal maga Óisi is, és őszintén elmondja, hogy ő ezeket mindvégig tudta, csak eddig soha nem említette a fiataloknak. De most elmesél mindent, és kiderül, hogy nem azért cserélte el a repülőt vele, mert jobban szerette azt a típust, hanem mert azt akarta, hogy Óisi, akin látta, hogy jó ember, és a háború után is „hasznos” munkát tud végezni, túlélje a háborút. A gépben otthagyta ugyanis feleségének és lányának fényképét egy üzenettel, amelyben az állt, hogy megkérte Óisit, gondoskodjon majd a családról.
A háború után két évvel Óisi meg is találta az asszonyt és a gyereket egy oszakai nyomornegyedben, és amennyire erejéből telt, segítette is őket. Az idő múlásával egyre közelebb került a nőhöz, végül összeházasodtak, és együtt nevelték fel Kimikót, a két főszereplő testvér anyját. A film végén gyors egymásutánban újra lejátszódik sok fontos jelenet, megismétlődnek a legfontosabb gondolatok, majd Mijabét láthatjuk, amint gépével egy amerikai anyahajó irányába repül, mosollyal az arcán, de az végül nem derül ki, hogy sikerült-e a hajóba csapódnia.
|  | Itt a vége a cselekmény részletezésének! |

## Szereplők
- Okada Dzsunicsi ... Mijabe Kjúzó
- Miura Haruma ... Szaeki Kentaró
- Fukiisi Kazue ... Szaeki Keiko
- Inoue Mao ... Macuno, a testvérek nagyanyja
- Fubuki Dzsun ... Szaeki Kijoko, a testvérek anyja
- Nacujagi Iszao ... Óisi Kenicsiró
- Hasizume Iszao ... Izaki, az egyik idős harcostárs
- Tanaka Min ... Kageura (idős korában)

## Díjak és jelölések
| 2015 | A japán filmakadémia díja              | Legjobb film                 |                               | Elnyerte |
| 2015 | A japán filmakadémia díja              | Legjobb rendező              | Jamazaki Takasi               | Elnyerte |
| 2015 | A japán filmakadémia díja              | Legjobb férfi színész        | Okada Dzsunicsi               | Elnyerte |
| 2015 | A japán filmakadémia díja              | Legjobb operatőr             | Sibaszaki Kózó                | Elnyerte |
| 2015 | A japán filmakadémia díja              | Legjobb művészeti rendezés   | Anri Johjo                    | Elnyerte |
| 2015 | A japán filmakadémia díja              | Legjobb hang                 | Fudzsimoto Kenicsi            | Elnyerte |
| 2015 | A japán filmakadémia díja              | Legjobb szerkesztés          | Mijadzsima Rjúdzsi            | Elnyerte |
| 2015 | A japán filmakadémia díja              | Legjobb világítás            | Ueda Narijuki                 | Elnyerte |
| 2015 | A japán filmakadémia díja              | Legjobb forgatókönyv         | Jamazaki Takasi, Hajasi Tamio | Jelölés  |
| 2015 | A japán filmakadémia díja              | Legjobb férfi mellékszereplő | Miura Haruma                  | Jelölés  |
| 2015 | A japán filmakadémia díja              | Legjobb zene                 | Szató Naoki                   | Jelölés  |
| 2013 | Kék Szalag díj                         | Legjobb film                 |                               | Jelölés  |
| 2014 | Távol-keleti filmek udinei fesztiválja | Közönségdíj                  |                               | Elnyerte |